# Adelopoma paulistanum
Adelopoma paulistanum is een slakkensoort uit de familie van de Diplommatinidae. De wetenschappelijke naam van de soort werd voor het eerst geldig gepubliceerd in 2014 door Martins en Simone.